# Okres Gramsh
Okres Gramsh (albánsky Rrethi i Gramshit) je okres v Albánii. Má 36 000 obyvatel (2004, odhad) a rozlohu 695 km². Nachází se v centrální části Albánie a jeho hlavním městem je Gramsh.
Dalšími obcemi v okrese jsou Kodovjat, Kukur, Kushova, Lenias, Pishaj, Poroçan, Skënderbegas, Sult a Tunja.